# Disney's Aladdin: A Musical Spectacular
Ne doit pas être confondu avec Aladdin (comédie musicale).
Disney's Aladdin: A Musical Spectacular est un ancien spectacle de type comédie musicale présenté depuis le 16 janvier 2003 dans l'Hyperion Theater de Hollywood Pictures Backlot dans le parc Disney California Adventure en Californie. Fermé en 2016, il est remplacé par le spectacle Frozen - Live at the Hyperion inspiré de La Reine des neiges.

## L'attraction
Le spectacle est donné dans l'Hyperion Theater, un théâtre de plus de 2000 places situé au pied de la Tower of Terror au bout de la reproduction de l'Hollywood Boulevard. La salle rappelle les salles du début du XXe siècle ainsi que les théâtres classiques.

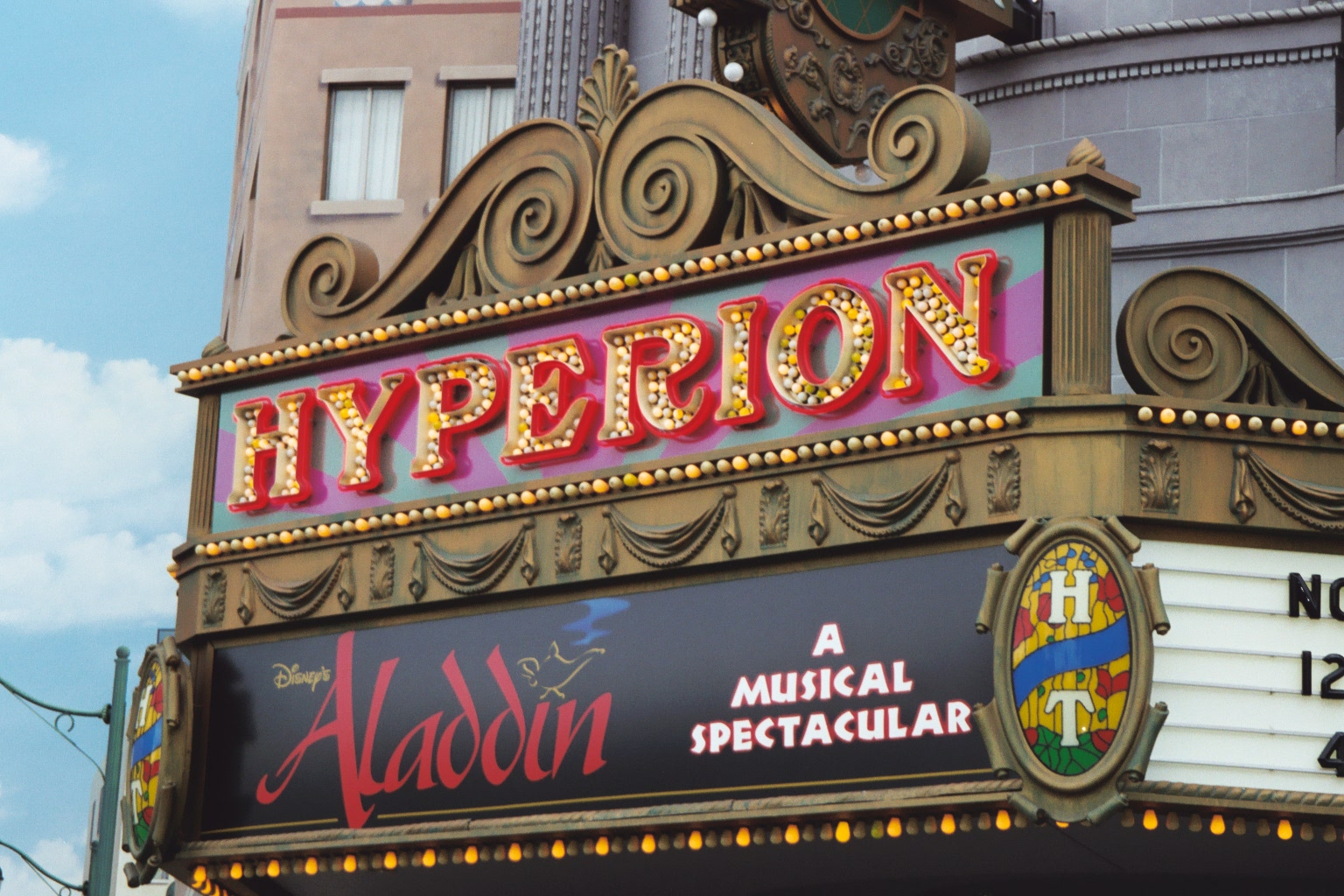
Entrée du Hyperion Theater.

Durant le spectacle, très inspiré des comédies musicales de Broadway, plusieurs des scènes et chansons du film Aladdin (1992) sont reproduites sur scène. Alan Menken composa une chanson supplémentaire pour ce spectacle nommée To Be Free. Les scènes présentées utilisent des accessoires comme des tapis volants, une tête de tigre géante... Le spectacle possède aussi une particularité qui le rend très populaire : les répliques du Génie ne sont pas fixes et reflètent la culture populaire.
- Ouverture : 16 janvier 2003[1]
- Durée : environ 45 minutes
- Capacité du Hyperion Theater : 2011 places
- Nombre de scène par spectacle : 18
- Nombre de costume : 250
- Nombre d'acteurs : 28
- Situation : 33° 48′ 28″ N, 117° 55′ 01″ O
- Spectacles précédents
  - Disney's Steps in Time (2001-2002)